# Fomalhaut
Alpha Piscis Austrini • Alpha du Poisson austral
Désignations
Fomalhaut (α Piscis Austrini dans la désignation de Bayer) est l'étoile la plus brillante de la constellation du Poisson austral, et la 17e étoile la plus brillante du ciel nocturne.

## α Piscis Austrini (Fomalhaut, Fomalhaut A)

Image de Fomalhaut, champ de 2.7×2.9 degrés.
Digitized Sky Survey 2 (ESA/Hubble).

Il s'agit d'une étoile blanche de la séquence principale de type spectral A3V. Elle est située à une distance d'environ 25 années-lumière du Soleil.
Avec une magnitude apparente (MV) de 1.17, elle est visible à l'œil nu depuis la Terre, dans la constellation du Poisson austral dont elle est l'étoile la plus brillante.
Elle est près de 2 fois plus grande, 2 fois plus massive et 17 fois plus lumineuse que le Soleil.
Il semble que Fomalhaut soit une étoile relativement jeune : son âge est estimé entre 100 et 300 millions d’années seulement. Sa durée de vie ne devrait pas dépasser le milliard d'années. Sa composition chimique est identique à celle du Soleil.

### Désignations
Fomalhaut est aussi connue sous la désignation de Flamsteed 24 Piscis Austrini (en abrégé 24 PsA). Il est remarquable que John Flamsteed assignait à l'étoile la désignation alternative 79 Aquarii (en abrégé 79 Aqr) qui n'est plus usitée.
Son nom provient de l'arabe فم الحوت fum al-ħūt, ce qui signifie « la bouche de la baleine » (souvent traduit également  la « la bouche du poisson »  car « al-ħūt » peut signifier baleine en arabe standard et poisson en arabe dialectal). La traduction latine conservera l'étymologie poisson[réf. nécessaire].
En astronomie arabe, elle est aussi connue comme الضفدع الأول (aḍ-ḍifdiˤ al-'awwal), latinisé en Rana Prima, littéralement « la Première Grenouille », la « Seconde Grenouille » étant l'étoile Beta Ceti.

### Le système planétaire de Fomalhaut A

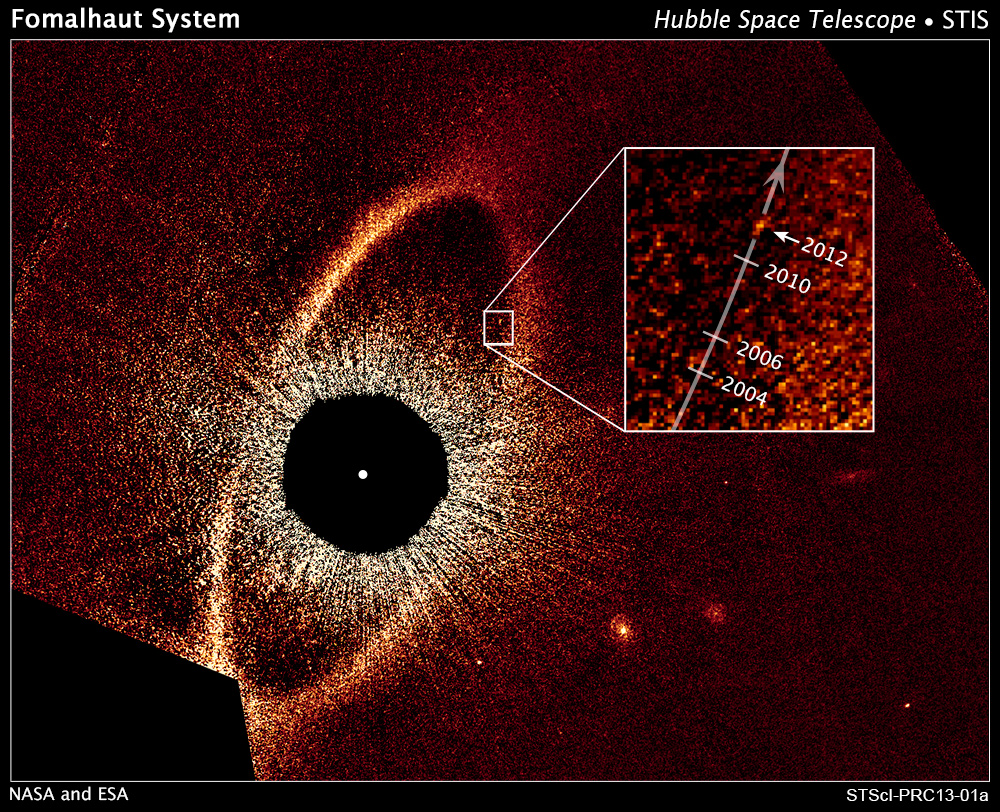
Disque de poussières autour de Fomalhaut A, et situation de la planète Fomalhaut b - Image du coronographe de l'Hubble Space Telescope.

#### Fomalhaut b
Fomalhaut b, formellement Fomalhaut Ab, est une planète confirmée, en orbite autour de l'étoile Fomalhaut A. Elle est la première exoplanète à avoir été détectée au moyen d'une photographie optique. La photographie, prise par le télescope spatial Hubble est publiée le 13 novembre 2008.
Son existence avait été prédite, dès 2006, par Alice C. Quillen. Elle a été contestée, en avril 2012, à la suite d'une observation réalisée grâce à l'interféromètre ALMA : seules des planètes bien plus petites seraient présentes autour de l'étoile. Elle a été confirmée, d'abord par Thaine Curie et al. en 2012, puis par Raphaël Galicher et al. en 2013. Son orbite a été caractérisée par Paul Kalas et al.. Sa nature reste néanmoins discutée. En effet, d'après Ralph Neuhaeuser et al., il pourrait s'agir d'une étoile à neutrons située en arrière-plan.
S'il s'agit bien d'une planète, Fomalhaut b aurait une vraie masse de 2,6 ± 0,9 masses joviennes pour un rayon d'environ 1,2 rayon jovien, ce qui indiquerait qu'ils s'agit probablement d'une géante gazeuse. Planète ou nuage de gaz et poussières lié à l'étoile, sa distance à l'étoile serait d'environ dix fois la distance séparant Saturne du Soleil,.

#### Les disques et ceintures de débris
Fomalhaut est entourée d'un disque de poussières en forme de tore dont le bord intérieur se trouve à environ 133 ua de l'étoile, soit plus de trois fois la distance du Soleil à Pluton. Ce disque a une largeur d'environ 25 ua, un diamètre de 20 milliards de kilomètres et son centre géométrique se trouve décalé de près de 15 ua de Fomalhaut ; il est parfois appelé la ceinture de Kuiper de Fomalhaut.
Le 23 avril 2012, un groupe de chercheurs publie sur arxiv les résultats d'observation de Herschel tendant à montrer que ce disque serait alimenté par de nombreuses collisions de comètes (2 à 2000 par jour).
Fomalhaut A serait entourée de plusieurs ceintures de débris :
- le disque chaud intérieur (ou interne) : 0.08–0.11 AU
- le disque chaud extérieur (ou externe) : 0.21–0.62 AU or 0.88–1.08 AU
- la ceinture à 10 unités astronomiques : 8–12 AU
- le disque de poussières interceintures : 35–133 AU
- la ceinture principale, aussi nommée ceinture de Kuiper de Fomalhaut : 133–158 AU
- le halo extérieur de la ceinture principale : 158–209 AU

## Le système Fomalhaut
Fomalhaut A forme, avec deux autres étoiles, un système ternaire d'étoiles liées gravitationnellement entre elles, dont Fomalhaut A est la composante principale. Ses deux autres composantes sont TW Piscis Austrini (Fomalhaut B) et LP 876-10 (Fomalhaut C). Fomalhaut B et C sont très distantes du système de Fomalhaut A (respectivement 1 et 3 années-lumière), et orbitent très lentement par rapport à elle : elles ont donc des vitesses spatiale très proches. L'orbite des trois étoiles est mal connue.
Le barycentre (centre de masse du système) est situé à une distance d'environ 7,67 pc (∼25 al) du Soleil, à 344,179° d'ascension droite et −29° 47′ 31,2″ (−29,792°) de déclinaison.
Willem J. Luyten est le premier à avoir considéré, dès 1938, TW Piscis Austrini (HR 8721) comme un compagnon de Fomalhaut, formant avec celle-ci une étoile binaire.

### TW Piscis Austrini (Fomalhaut B)
L'étoile TW Piscis Austrini (en abrégé TW PsA) est la deuxième composante du système stellaire Fomalhaut et reçoit en conséquence la désignation alternative Fomalhaut B.
Il s'agit d'une naine (classe de luminosité V) orange (type spectral K4) et d'une étoile variable de type BY Draconis (par rotation), située à une distance de 7,61 ± 0,04 pc (∼24,8 al) du Soleil et située à environ 0,28 pc (∼0,913 al) de l'étoile principale. Avec une magnitude apparente (MV) de plus de 7 (7,081 ± 0,016), elle n'est pas visible à l'œil nu depuis la Terre.
Sa vitesse spatiale concorde avec celle de Fomalhaut à 0,1 ± 0,5 km/s près, cohérent avec le fait que ce soit un compagnon lié. Une estimation récente de l'âge de TW PsA donne une valeur de (400 ± 70) millions d'années, ce qui est en très bon accord avec l'âge isochrone de Fomalhaut de (450 ± 40) millions d'années, ce qui renforce les arguments en faveur du caractère de binaire physique du couple.
Sa masse est d'environ 0,73 +0,02
-0,01 masse solaire pour un rayon de 0,688 ± 0,034 rayon solaire.

### LP 876-10 (Fomalhaut C)
LP 876-10, aussi nommée Fomalhaut C, est la troisième composante du système stellaire. Il s'agit d'une étoile naine (classe de luminosité V) rouge (type spectral M4) située à une distance de 7,56 ± 0,07 pc (∼24,7 al). Elle orbite a 0,77 ± 0,01 pc (∼2,51 al) de Fomalhaut A et à 0,987 ± 0,006 pc (∼3,22 al) de Fomalhaut B.

#### Disque de débris
LP 876-10 est entourée d'un disque de débris. Détecté grâce au télescope spatial Herschel, sa découverte a été annoncée le 17 décembre 2013. Il s'agit d'un disque froid (24 K) et relativement brillant.

### Autres composantes?
En 1898, l'astronome américain T. J. J. See a rapporté avoir observé, une seule fois, à l'époque 1896.706, une étoile de 14e magnitude, désignée λ1 478 et qui serait un compagnon de Fomalhaut. D'après Eric E. Mamajek et al., l'objet n'a pas été repris dans la littérature, à de rares exceptions près parmi lesquelles le catalogue d'étoiles doubles de Sherburne W. Burnhau de 1906 (entré 12 071 : See 478).

### Dans la fiction
- Space O.P.A., roman humoristique de Greg Costikyan.
- Markind Fomalhaut Eaux troubles, roman de science-fiction de Philippe Ruaudel. Cette œuvre de Planet Opera décrit la colonisation d'exoplanètes aquatiques fictives en orbite autour de l'étoile Fomalhaut A.